# Mark Lilla
Mark Lilla (* 1956 in Detroit) ist ein US-amerikanischer Politikwissenschaftler und Publizist. Seit 2007 ist er Professor für Ideengeschichte (intellectual history) an der Columbia University, New York City.

## Leben
Lilla studierte Wirtschafts- sowie Politikwissenschaft an der University of Michigan und in Harvard, wo er 1990 promovierte. Er arbeitete danach als Publizist. Gefördert wurde er von Daniel Bell, Judith Shklar und Harvey Mansfeld. Von 1980 bis 1984 war er Redakteur bei der  Vierteljahreszeitschrift „The Public Interest“. Danach lehrte er am Committee on Social Thought an der University of Chicago und an der New York University. Lilla beschäftigt sich vor allem mit der politischen und religiösen Ideengeschichte der westlichen Welt. Seit 2007 ist er Professor für Geisteswissenschaften an der Columbia University. 2014/15 verbrachte er ein Sabbatjahr in Paris.
Lilla schrieb mehrere Werke über Isaiah Berlin und Giambattista Vico, ferner über die französischen Philosophen Ende des 20. Jahrhunderts. Mit Heinrich Meier schrieb er über Carl Schmitt. Außerdem verfasste er die Sammlung philosophischer Porträts The Reckless Mind: Intellectuals and Politics, und er veröffentlichte The Stillborn God: Religion, Politics, and the Modern West, eine Geschichte der politischen Theologie. Er schreibt regelmäßig Essays und Rezensionen für The New York Review of Books.

## Positionen
Lilla untersucht in Der Glanz der Vergangenheit (2018) die erfolgreichen Mechanismen der populistischen Elitenkritik. „Die Reaktionäre unserer Zeit haben entdeckt“, schreibt er, „dass Nostalgie eine machtvolle politische Motivation ist, vielleicht noch stärker als die Hoffnung. Hoffnungen können enttäuscht werden, Nostalgie aber ist unwiderlegbar.“
Lilla kritisiert die Identitätspolitiker der US-Demokraten und ihr Interesse an Minderheiten. Das dauernde Reden über (Gruppen-)Identitäten, das Kinder heute schon erlernen, bevor sie eine Identität erwerben, habe zu Hillary Clintons Wahlniederlage beigetragen. Die amerikanischen Schulen würden Progressive erzeugen, die alles, was außerhalb ihrer selbstdefinierten Gruppen passiert, auf narzisstische Weise ignorierten. Wichtig sei eher soziale Gerechtigkeit.

## Schriften (Auswahl)
- Der Glanz der Vergangenheit. Über den Geist der Reaktion. Zürich 2018, ISBN 978-3-03810-323-3.
- The Shipwrecked Mind: On Political Reaction. New York Review Books, 2017, ISBN 1590179021.
- The Once and Future Liberal: After Identity Politics, 2017, ISBN 978-006269743-1.
- Von der Geschichte verraten (Essay, erschienen kurz nach der Präsidentschaftswahl in den Vereinigten Staaten 2016)
- The stillborn God: religion, politics, and the modern West. Knopf, New York 2007, ISBN 978-1-4000-4367-5.
  - deutsch von Elisabeth Liebl: Der totgeglaubte Gott. Politik im Machtfeld der Religionen. Kösel-Verlag, München 2013, ISBN 978-3-466-37072-6.[4]
- The reckless mind: intellectuals in politics. New York Review Books, New York 2001, ISBN 0-940322-76-5.
  - deutsch von Elisabeth Liebl: Der hemmungslose Geist. Die Tyrannophilie der Intellektuellen. Kösel-Verlag, München 2015, ISBN 978-3-466-37128-0.
- The Legacy of Isaiah Berlin. New York Review Books, 2001, ISBN 1-59017-009-1 (englisch).
- New French Thought: Political Philosophy. Princeton University Press, 1994, ISBN 0-691-00105-7 (englisch).
- G.B. Vico: The Making of an Antimodern. Harvard University Press, 1994, ISBN 0-674-33963-0 (englisch).
- The Public Face of Architecture: Civic Culture and Public Spaces. Free Press, 1987, ISBN 0-02-911811-5 (englisch).